# Македонская литература
Македонская литература создаётся на македонском языке, считается самой молодой из славянских литератур.

## История

### Старая македонская литература
Хотя среди литературоведов нет полностью устоявшегося мнения относительно самостоятельности македонской литературы в разные исторические периоды, обычно её исток исследователями относится в IX век к деятельности Охридской книжной школы, оказавшей серьёзное влияние также и на другие славянские литературы, в том числе сербскую и русскую.
Разные учёные отмечают, что просветители Кирилл и Мефодий использовали для создания славянской письменности  болгаро-македонский или сербо-болгаро-македонский (Добровский) диалект.
С IX века македонские земли входили в состав Болгарии, и славянская литература здесь активно развивалась, однако в конце XIV века Болгария была завоёвана Османской империей, что вплоть до освобождения Османской Македонии в 1912 году мешало развитию македонской литературы.

### Новая македонская литература
В 1903 году в Софии вышла серьёзно повлиявшая в дальнейшем на формирование македонского литературного языка книга Крсте Мисиркова «О македонских проблемах». Мисирков в ней не только выступил за развитие самостоятельного македонского литературного языка, но и фактически создал первый письменный его образец. Болгарские власти тираж сразу уничтожили, и только в 40-е годы в одной из библиотек был найден уцелевший экземпляр. Также Мисирков подготовил в печати журнал «Вардар», но из-за проблем с финансированием издание так и не состоялось.

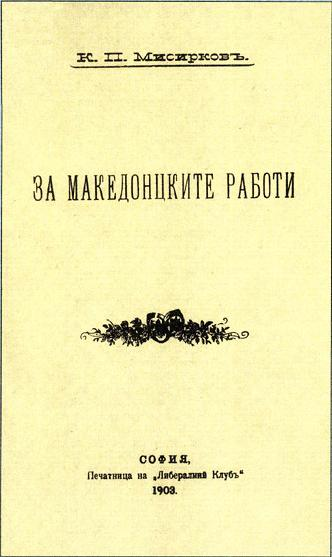
Книга Крсте Мисиркова «О македонских проблемах» («За македонцките работи»)

По итогам Второй Балканской войны в 1913 году территория Османской Македонии оказалась разделена между Болгарией, Грецией и Сербией. В её болгарской и югославской частях постепенно начала развиваться македонская литература.
Для периода становления македонской литературной традиции важны такие писатели и поэты, как Кочо Рацин (автор первой книги стихов на македонском языке «Белые зори», 1939 год), Коле Неделковски, Венко Марковски, Васил Ильоски, Антон Панов, Ристо Крле, Георги Абаджиев и другие. Также важно отметить Македонский литературный кружок в Софии, во главе которого стоял болгарский писатель Никола Вапцаров.

### Современная македонская литература
Решающую роль для современного этапа развития македонской литературы имело становление македонской государственности во время и после Второй мировой войны, когда в 1944 году была создана новая республика, вошедшая в 1946 году в СФРЮ. Уже в 1945 году благодаря этому прошла первая официальная кодификация македонского языка.
В возникших благоприятных условиях македонская литература начинает ускоренно развиваться. Появились литературные журналы «Нов ден», «Современост», «Млада литература», «Хоризонт», «Разгледи». В 1946 году появился Союз писателей Македонии.
В 40—60-е годы зазвучали имена таких македонских литераторов, как Славко Яневский, Блаже Конески, Ацо Шопов, Гого Ивановски, Србо Ивановски, Лазо Каровски, Гане Тодоровски, Анте Поповски, Радован Павловски, Богомил Гюзел, Влада Урошевич, Иван Точко, Коле Чашуле, Живко Чинго, Симон Дракул, Владо Малески, Мето Йовановски, Бранко Пендовски, Димитар Солев, Видое Подгорец, Оливера Николова, Васил Куноски и других.
Тогда же активно начали работать литературные критики (Милан Гюрчинов, Георги Старделов, Димитар Митрев, Мито Хадживасилев) и историки литературы и фольклора (Блаже Ристовский, Кирил Пенушлиски, Харалампие Поленакович).